# I wyprawa ludowa

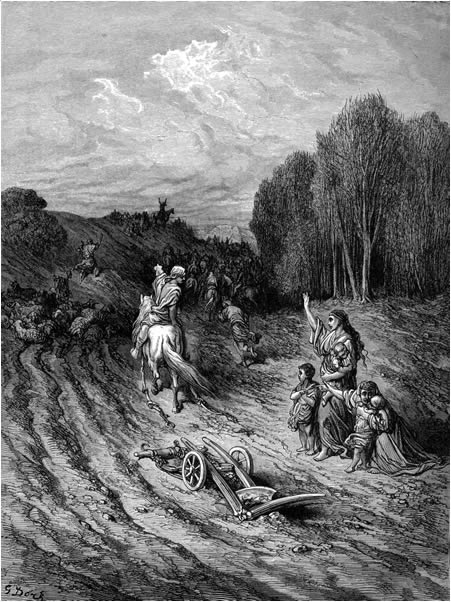
Rolnicy francuscy wyruszają na krucjatę

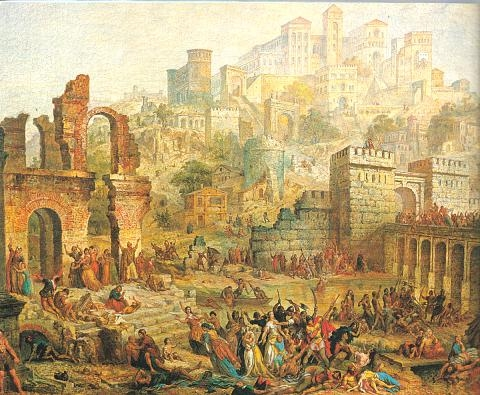
Auguste Migette, Pogrom Żydów

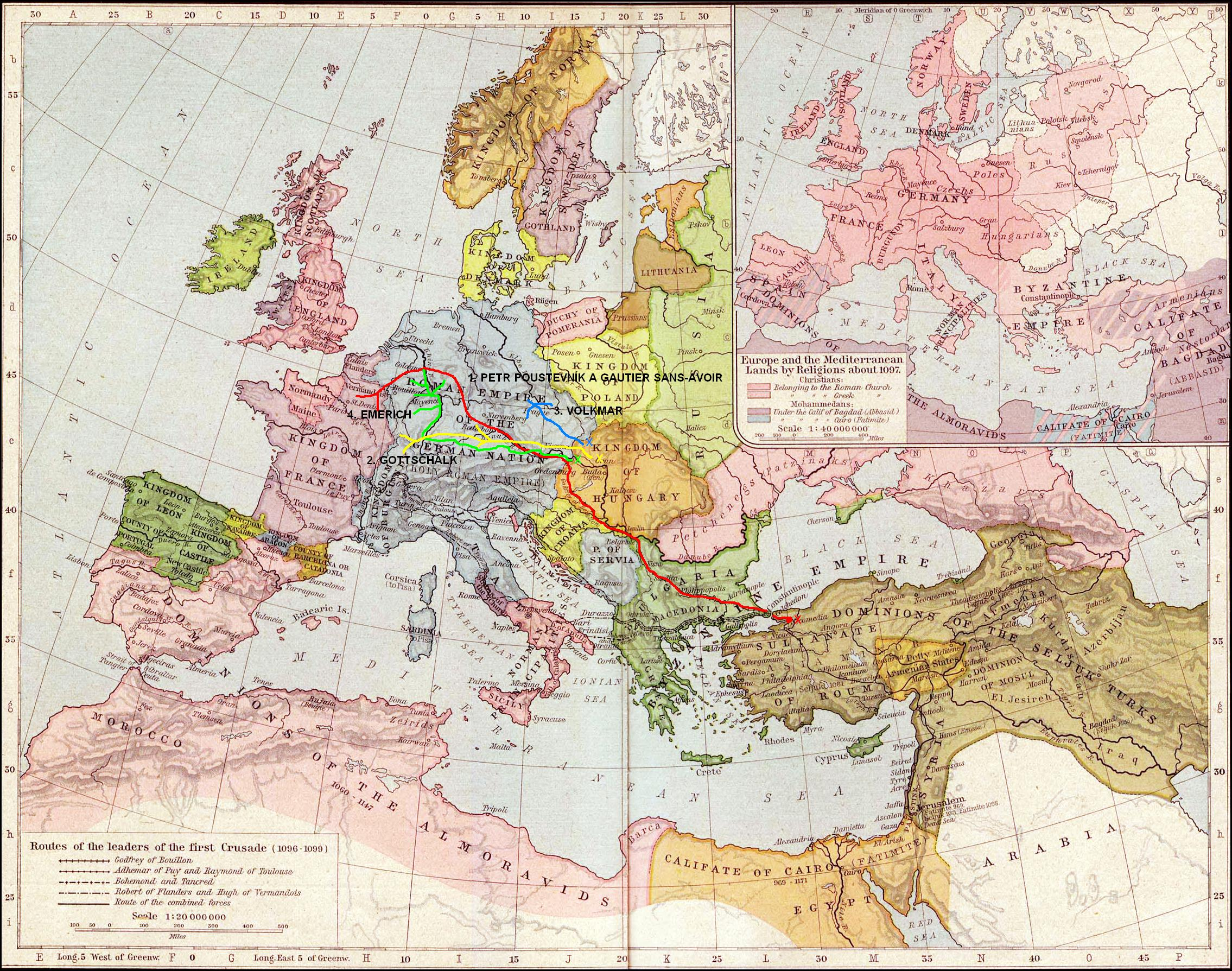
Trasa przemarszu wyprawy ludowej

I wyprawa ludowa (1096) – mająca miejsce w okresie pierwszej krucjaty masowa wędrówka chłopów, biedoty, drobnego rycerstwa i pospolitych przestępców (gł. z Niemiec i południowej Francji), zainicjowana pod wpływem przemówienia papieża Urbana II przez Piotra z Amiens, znanego jako "Piotr Pustelnik".

## Krucjata niemiecka

### Głoszenie krucjaty w Niemczech
12 kwietnia 1096 roku przybył do Kolonii Piotr Pustelnik, prowadząc ze sobą wielką rzeszę krzyżowców ludowych. Zamierzał wykorzystać swój pobyt w Niemczech, jako okazję do głoszenia na tych ziemiach krucjaty. Jego armię stanowili przeważnie chłopi i mieszczanie, nieliczni byli wojownicy z prawdziwego zdarzenia, ponieważ rycerstwo we Francji i Flandrii wolało przyłączyć się do pocztu jednego z wielu możnych feudałów, przygotowujących się do krucjaty. Liczył na zwerbowanie do swego wojska rycerzy niemieckich, co mu się w znacznej mierze udało. Do jego armii przyłączyło się wielu przedstawicieli pomniejszych rodów rycerskich pod przewodnictwem Hugona, hrabiego Tybingi, Henryka, hrabiego Schwarzenbergu, Waltera z Teck i trzech synów hrabiego Zimmern.
Piotr opuścił Kolonię 20 kwietnia. W tym czasie przyłączyło się do niego wielu nowych ludzi, tak, że całkowita liczba jego wojsk wzrosła do około 20 tys. Z końcem kwietnia, w ślad za nim wyruszył z Nadrenii Volkmar, którego pochodzenie jest nieznane, prowadząc ze sobą sporą armię. Kilka dni później podążył za nim Gotszalk, uczeń Piotra, z kolejnymi zwolennikami. Ale nawet po jego odejściu, entuzjazm religijny wciąż jeszcze nie wygasł. Część krzyżowców niemieckich postanowiła pozostać trochę dłużej w kraju i wyruszyć w terminie późniejszym. Skupili się wokół hrabiego Emicha z Leisingen, który głosił, że nosi na ciele znak krzyża, wypalony cudowną mocą. Miał on reputację gwałciciela prawa i rozbójnika, ale znany był ze swojego doświadczenia wojennego. Przyciągnął do siebie rzeszę ludzi znacznie większą, niż udało się to Volkmarowi i Gotszalkowi, w tym wielu znamienitych rycerzy niemieckich i francuskich, takich jak panowie Zweibrücken, Salm i Viernenberger, Hartmann z Dillingen, Drogon z Nesle, Tomasz z La Fère, Clarambald z Vendeuil oraz Wilhelm Cieśla, będący wicehrabią Melun.

### Pogromy Żydów
Emich rozpoczął krucjatę od napaści 3 maja na gminę żydowską w Spirze, ale tamtejszy biskup wziął Żydów pod swoją opiekę. W rezultacie zginęło jedynie trzynastu członków gminy. Resztę ocalił biskup. W dniu 18 maja, krzyżowcy dotarli do Wormacji, gdzie Żydzi nie cieszyli się dobrą opinią. Tamtejsi chłopi i mieszczanie przyłączyli się do napaści na dzielnicę żydowską. Także i tutaj, lokalny biskup ujął się za prześladowanymi i zapewnił im schronienie w swoim pałacu, jednakże rozszalały motłoch pod wodzą Emicha wyważył wrota i 20 maja wtargnął do jego rezydencji, zabijając wszystkich zgromadzonych tam Żydów w liczbie około pięciuset. Następnie krzyżowcy dotarli do Moguncji, ale arcybiskup Rothard odmówił im wstępu. 26 maja stronnicy Emicha w Moguncji otworzyli mu bramy i jego wojska dostały się do miasta, gdzie urządziły kolejny pogrom, w którym zginęło około tysiąca Żydów. Po opuszczeniu Moguncji, krzyżowcy niemieccy ruszyli do Kolonii. Już w kwietniu doszło tam do ekscesów antyżydowskich, a na wieść o zbliżaniu się Emicha, Żydzi z Kolonii poukrywali się w okolicznych wioskach, gdzie pozostali 1 i 2 czerwca, kiedy jego żołnierze grasowali w okolicy miasta. Zginęła dwójka Żydów, a w Kolonii spalono synagogę, jednak pogromom zapobiegł miejscowy arcybiskup.
Podczas pobytu w Kolonii, Emich doszedł do wniosku, że nadszedł już czas, aby wyruszyć na wschód. Na początku czerwca wraz z większością armii wyruszył w górę Menu, kierując się na Węgry. Jednak część jego żołnierzy wolała pozostać w Niemczech i rozprawić się z Żydami w dolinie Mozeli. Dokonali pogromów w Trewirze i Metz, po czym ruszyli w dół Renu, spędzając dni od 24 do 27 czerwca na pogromach w Neuss, Eller, Wavelinghofen i Xanten. Potem rozeszli się – część powróciła do domów, reszta przyłączyła się do armii krzyżowej Gotfryda z Bouillon.

### Konflikt z Węgrami
Pogromy dokonane przez Emicha odbiły się w Europie szerokim echem. Wieści o nich dotarły także do wojsk Volkmara, znajdujących się już w drodze na wschód. 30 czerwca jego oddziały przystąpiły do rzezi Żydów zamieszkujących Pragę. Następnie Volkmar podążył na Węgry, gdzie próbował podobną akcję przeprowadzić w Nitrze, ale Węgrzy nie pozwolili mu na takie postępowanie. Kiedy krzyżowcy niemieccy, mimo upomnień, zaczęli się dopuszczać mordów na Żydach, wojska węgierskie zaatakowały ich i wzięły większość do niewoli. Los samego Volkmara pozostał nieznany. Podobny los spotkał Gotszalka, który, dokonawszy pogromu w Ratyzbonie, także udał się na Węgry. Jego oddziały dopuściły się tam licznych rozbojów i grabieży, co sprowokowało reakcję ze strony króla Kolomana. Otoczył on wojska Gotszalka, po czym zażądał od krzyżowców złożenia broni. Gdy to uczynili, wojska węgierskie uderzyły na bezbronnych masakrując ich. Zginął także sam Gotszalk.
Oba te incydenty negatywnie nastawiły króla Kolomana do niemieckich krzyżowców. Gdy kilka tygodni później Emich dotarł do granicy węgierskiej, król odmówił mu wstępu do swojego kraju. Do tego, widząc, że wojska Emicha są liczniejsze i znacznie groźniejsze od oddziałów Volkmara i Gotszalka, wysłał swoich żołnierzy, by bronili mostu na odnodze Dunaju, którym prowadziła droga do przygranicznej twierdzy w Wieselbergu (niem. Wieselburg-Ungarisch Altenburg, dzisiejszy Mosonmagyaróvár). Emich nie zamierzał ustąpić. Przez sześć tygodni jego oddziały staczały z Węgrami potyczki na przedpolu mostu, budując tymczasem drugi most i jednocześnie grabiąc obszary po swojej stronie rzeki. Gdy budowa została ukończona, krzyżowcy przekroczyli Dunaj i przystąpili do oblężenia Wieselbergu. Mieli nad obrońcami dużą przewagę, poza tym dysponowali potężnymi machinami oblężniczymi. Jednak wieści o zbliżaniu się dużej armii pod wodzą króla Kolomana wywołały panikę wśród krzyżowców, wprowadzając zamęt w ich szeregach. Garnizon węgierski dokonał wypadu i uderzył na ich obóz. Emich nie zdążył zebrać swoich oddziałów. W bitwie pod Wieselbergiem krzyżowcy ponieśli klęskę. Emich umknął wraz z garstką rycerzy i powrócił do Niemiec, natomiast ocalali rycerze francuscy – Clarambald z Vendeuil, Wihelm Cieśla i Tomasz z La Fère – przyłączyli się do wojsk I wyprawy krzyżowej.

## Wyprawa Piotra Pustelnika i Waltera bez Mienia

### Droga do Konstantynopola
Kiedy Piotr Pustelnik przebywał w Kolonii zachęcając Niemców do wzięcia udziału w krucjacie, podlegli mu Francuzi zaczęli się niecierpliwić. W pierwszy wtorek po Wielkanocy, wymaszerowali pod wodzą Waltera bez Mienia, w liczbie kilku tysięcy. Posuwali się wzdłuż Renu i Nekaru, a później wzdłuż Dunaju. 8 maja dotarli do granicy węgierskiej. Król Koloman zezwolił im na przemarsz przez swoje ziemie i zaopatrzył ich w niezbędną żywność. Wojska Waltera przebyły Węgry bez jakichkolwiek incydentów i z końcem miesiąca przeprawiły się przez Sawę, wkraczając na terytorium Cesarstwa Bizantyńskiego. Jednak kiedy stanęły pod Belgradem i zażądały żywności, miasto nie było gotowe na ich przyjście. Nie otrzymawszy żadnego jedzenia, oddziały Waltera zaczęły rabować okolice miasta. Belgradzki garnizon uderzył na nie i w walkach zginęło wielu wojowników Waltera. Następnie krzyżowcy ludowi dotarli do Niszu, gdzie Nicetas, namiestnik prowincji bułgarskiej, zaopatrzył ich w prowiant i pod zbrojną eskortą odstawił do Konstantynopola. Potem udał się do Belgradu, aby powitać tam nadchodzące wojska Piotra Pustelnika.
Piotr dotarł na Węgry, gdzie został życzliwie przyjęty przez króla Kolomana. Jego ludzie nie przysparzali Węgrom żadnych kłopotów. Problemy zaczęły się dopiero w Zemuniu, nieopodal granicy bizantyńskiej, gdzie dotarli 20 czerwca. W mieście wywiązała się sprzeczka pomiędzy oddziałami Piotra a żołnierzami węgierskimi, która przerodziła się w bitwę. Krzyżowcy zdobyli szturmem cytadelę i opanowali miasto, zdobywając ogromne zapasy żywności. W walkach tych poległy cztery tysiące Węgrów. W obawie przez zemstą Kolomana, czym prędzej opuścili miasto i przeprawili się przez Sawę. Przebywający w Belgradzie namiestnik bizantyński Nicetas wysłał swoich żołnierzy z zadaniem dopilnowania, aby przeprawa przez rzekę odbyła się we wskazanym przez niego miejscu. Sam natomiast wycofał się do Niszu. 26 czerwca armia Piotra sforsowała rzekę i zaatakowała oddziały bizantyńskie, po czym wkroczyła do Belgradu. Krzyżowcy splądrowali doszczętnie, a następnie spalili miasto. Następnie udali się w dalszą drogę i 3 lipca wkroczyli do Niszu, żądając od Nicetasa żywności. Pobyt tam minął bezproblemowo, ale podczas dalszej wędrówki, w drodze do Sofii, wojska Piotra powaśniły się z oddziałami Nicetasa. Doszło do bitwy, w wyniku której zginęła 1/4 krzyżowców. 12 lipca dotarli do Sofii, gdzie czekali na nich cesarscy emisariusze i żołnierze, którzy zaopatrzyli ich w prowiant i eskortowali do Konstantynopola, gdzie krzyżowcy dotarli 1 sierpnia.

### Wyprawa przez Azję Mniejszą
W mieście znajdowały się już wojska Waltera bez Mienia, a także sporo pątników przybyłych z Italii drogą morską. Wszyscy oni przyłączyli się do armii Piotra. Bizantyńczycy niezwłocznie przetransportowali krzyżowców przez Bosfor do Azji Mniejszej. Cesarz Aleksy chciał się ich jak najszybciej pozbyć z Konstantynopola, gdyż dopuszczali się oni w okolicy licznych grabieży. Po wylądowaniu na drugim brzegu, wielka rzesza ludzi ruszyła wzdłuż wybrzeża Morza Marmara, łupiąc po drodze wioski i kościoły. Wkrótce dotarła do Nikomedii. Tam krzyżowcy pokłócili się. Niemcy i Włosi wypowiedzieli posłuszeństwo Piotrowi i obrali na swojego przywódcę włoskiego feudała Renalda. Francuzi natomiast oddali się pod dowodzenie Gotfryda Burela. Piotr Pustelnik stracił kontrolę nad krucjatą. Obie armie udały się z Nikomedii do Civetot.
Po wkroczeniu na terytorium tureckie, wojska krzyżowców zaczęły posuwać się w kierunku Nicei, stolicy Sułtanatu Rumu, po drodze napadając na okoliczne wsie, mimo że ich ludność składała się wyłącznie z chrześcijan. W połowie września, Francuzi zapuścili się pod bramy Nicei i złupili wioski na peryferiach miasta. Żołnierze z garnizonu tureckiego dokonali wypadu i przypuścili atak na krzyżowców, zostali jednak odparci. Obładowani łupami Francuzi powrócili do Civetot, by sprzedać zdobycze żeglarzom greckim, znajdującym się w pobliżu ich obozu. Sukces ten wywołał zazdrość Niemców. Pod koniec września, Renald poprowadził około 6 tys. ludzi tą samą drogą (w przeciwieństwie do Francuzów, zabronił swoim żołnierzom napadać na lokalnych chrześcijan), jednak ominął Niceę. Krzyżowcy dotarli do zamku Kserigordon, który zdobyli szturmem. Na wieść o tym zwycięstwie, sułtan Kilidż Arslan I wysłał przeciwko chrześcijanom silną armię. 29 września Turcy zjawili się pod murami zamku i przystąpili do oblężenia Kserigordon. Całkowicie odcięli krzyżowców od źródła wody. Po ośmiu dniach katuszy, spragnieni krzyżowcy skapitulowali. Muzułmanie darowali życie Renaldowi wraz z częścią jego żołnierzy, którzy wyrzekli się wiary chrześcijańskiej, a pozostałych zabili.
Gdy Francuzi przebywający w Civetot usłyszeli o klęsce oddziałów niemieckich Renalda, nie byli pewni, co powinni uczynić. Piotr Pustelnik, który pragnął odzyskać w wojsku dawną pozycję zadeklarował, że uda się do Konstantynopola i wyjedna u cesarza wsparcie. Wielu krzyżowców było temu przeciwnych, jednak Walter bez Mienia stanął po stronie Piotra i przekonał ich, by oczekiwali na jego powrót, mający nastąpić za osiem dni. Lecz kiedy minął ustalony termin, a Piotra ciągle nie było, do Civetot dotarły wieści o zbliżaniu się armii tureckiej. W tej sytuacji, poparcie zyskał pomysł Gotfryda Burela, który proponował wydanie Turkom bitwy. O świcie 21 października, cała armia krzyżowa opuściła obóz, wychodząc oponentowi naprzeciw. Podczas marszu chrześcijanie wpadli w turecką zasadzkę i w efekcie bitwa pod Civetot skończyła się klęską krzyżowców. Polegli w niej niemal wszyscy, łącznie z Walterem bez Mienia. Ludzie przebywający podczas bitwy w obozie w większości także zginęli, część dostała się w turecką niewolę. Z możnych krzyżowców ocaleli tylko Francuzi Wilhelm z Poissy, Walter z Breteuil, oraz Niemcy Fryderyk z Zimmern, Rudolf z Brandis i Henryk ze Schwarzenbergu. Około trzem tysiącom niedobitków udało się uratować, docierając do starego, opuszczonego zamku, stojącego nad brzegiem morza, skąd odpierali ataki Turków. Aleksy wysłał tam okręty z silnymi załogami na pokładach, które zmusiły muzułmanów, by odstąpili od oblężenia. Uchodźcy zostali bezpiecznie odstawieni do Konstantynopola.
Klęski krzyżowców w Kserigordon i pod Civetot przypieczętowały los wyprawy ludowej. Łatwe zwycięstwo Turków doprowadziło do zbytniej pewności siebie sułtana w bitwie przeciwko krzyżowcom podczas oblężenia Nicei niecały rok później. Piotr Pustelnik pozostał w Konstantynopolu do czasu przybycia tam wojsk I wyprawy krzyżowej i przyłączył się do krucjaty. Wraz z nim do rycerstwa dołączyły niedobitki wyprawy ludowej, których zwano tafurami. Choć nie posiadali wyposażenia wojennego, cechowali się fanatyzmem religijnym i nie poddawali się rozkazom dowódców krucjaty, zaś muzułmanów napawali przerażeniem.

## W kulturze
Wyprawa ludowa została opisana w powieści Zofii Kossak-Szczuckiej pt. Krzyżowcy.